# Helmold Glaedenstedt
Helmold Glaedenstedt (* vor 1371 in Salzwedel; † 1441; auch Gledenstaedt, Glodenstede,
Helmoldus de Zoldwedel, Helmoldus de Gledenstede de Saltwedel) war ein deutscher Philosoph und Arzt.

## Leben
Glaedenstedt war Philosophielehrer in Prag, bevor er 1386 Magister und 1394 Dekan der Artistenfakultät und schließlich 1399 Rektor der Universität Prag wurde. 1407 verließ er die Stadt, um 1408 Teil einer Gesandtschaft der Universität Prag nach Rom zu sein. Etwa 700 deutsche Studenten verließen ebenfalls Prag, was zur Gründung der Universität Leipzig führte.
Dort wurde er 1410 zweiter Rektor und Vizekanzler. Er wurde zum Doktor der Medizin promoviert und hatte 1416 das Rektorat der Universität Leipzig inne. Während seines Dekanats fanden die ersten 30 Promotionen zum Doktor der Medizin statt.
Nach dem Biographischen Lexikon der hervorragenden Aerzte aller Zeiten und Völker von 1885 „kommentierte er den Avicenna, schrieb Regimen sanitatis, Practica medicinalis u. A., wovon aber, wie es scheint, nichts in Druck erschienen ist.“